# رونالد ویکتور گارسیا
رونالد ویکتور گارسیا (انگلیسی: Ronald Víctor García؛ زادهٔ ۱ ژانویهٔ ۲۰۰۰) فیلم‌بردار و کارگردان فیلم اهل ایالات متحده آمریکا است.
از فیلم‌ها یا مجموعه‌های تلویزیونی که وی در آن‌ها نقش داشته‌است، می‌توان به هاوایی فایو-زیرو، دختران گیلمور، قسمت آزمایشی سریالتوئین پیکس و توئین پیکس: با من بر آتش برو اشاره نمود. وی دو مرتبه نامزد دریافت جایزهٔ امی ساعات پربیننده شد و جایزهٔ یک عمر دستاورد هنری را از انجمن فیلم‌برداران آمریکا دریافت کرد.